# البلقاء (منطقة)

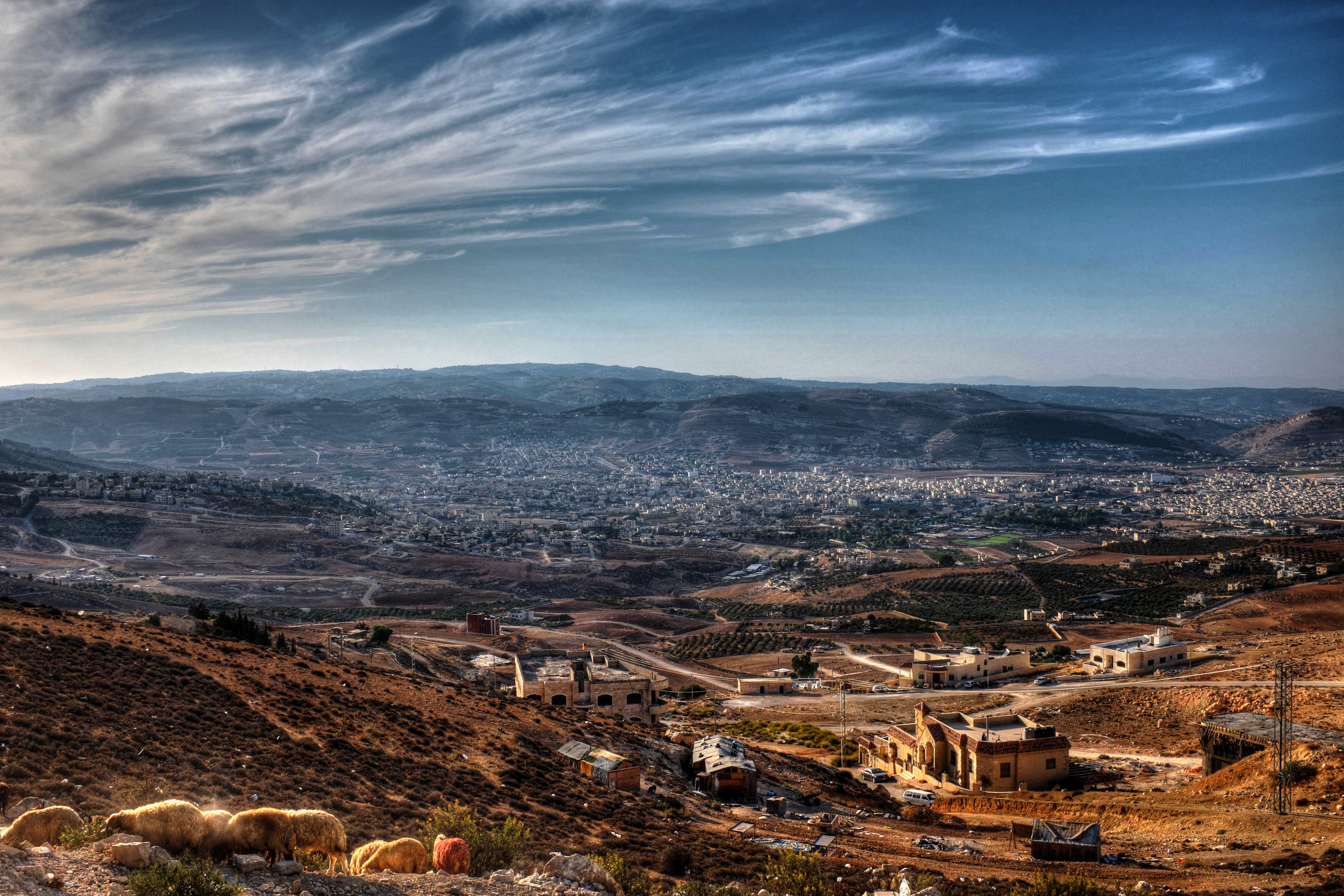
منظر البلقاء كما يُرى من تلة في ضاحية البقعة في عمان

البلقاء هي منطقة جغرافية في وسط الأردن تُعرف عمومًا باسم مرتفعات شرق وادي الأردن، تقع بين نهر الزرقاء في الشمال ومضيق وادي الموجب في الجنوب. 

## جغرافيا

### التعريف الجغرافي
تشكل البلقاء الجزء الأوسط من مرتفعات شرق الأردن. وتمتد من نهر الزرقاء شمالاً إلى وادي الموجب جنوباً. يقع الحد الجنوبي للبلقاء شمال وادي الموجب عند وادي الزرقاء ماء العين، ومن هنا جاء الوصف العامي للبلقاء بأنها "الأرض الواقعة بين الزرقائين". ويفصل نهر الزرقاء البلقاء عن مرتفعات جبل عجلون، في حين يفصل وادي مجيب بينها وبين جبال الشراة. يحد البلقاء من الغرب سهول غور الأردن،  بينما تحدها الصحراء السورية من الشرق.

### التضاريس والمناخ

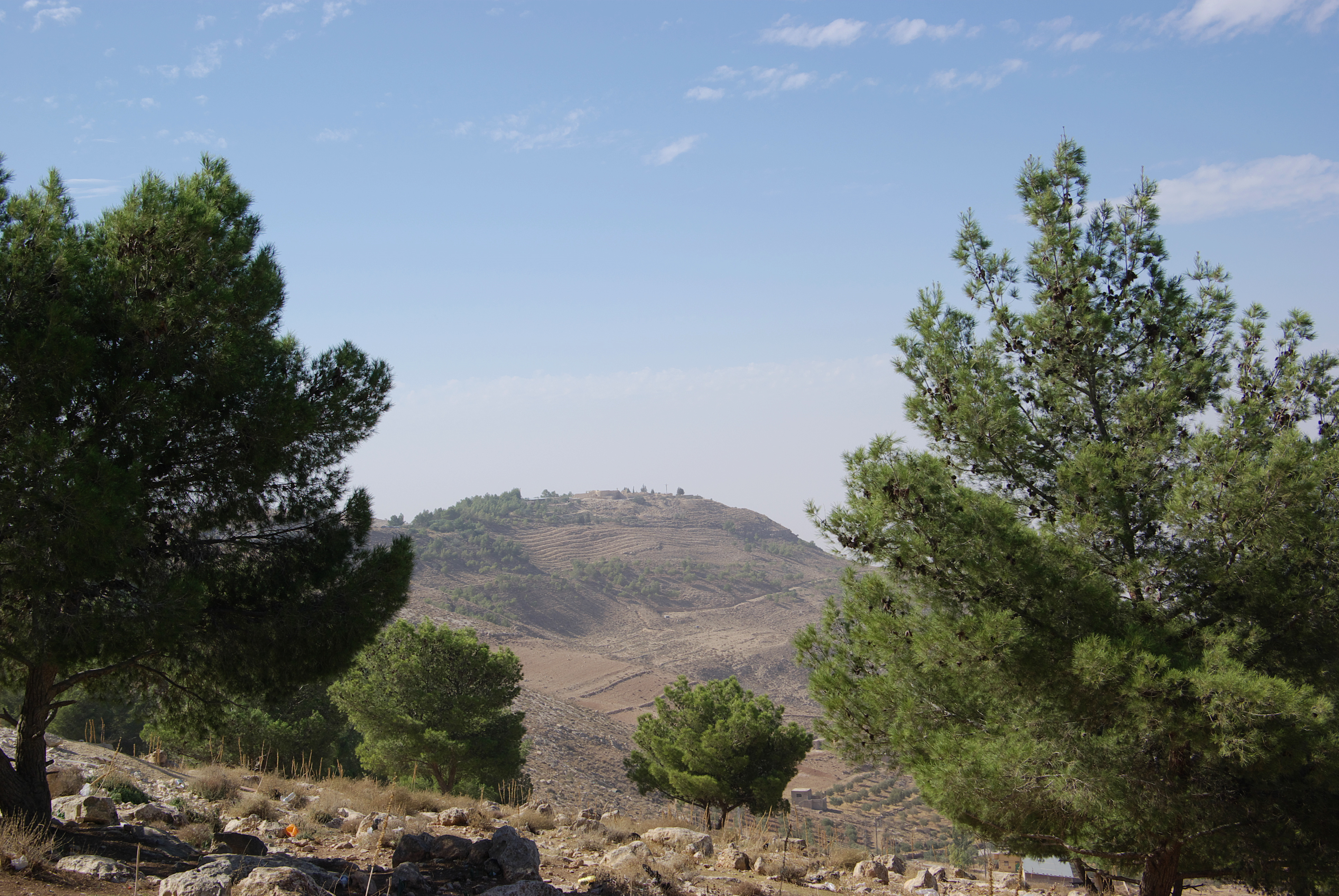
جبل نيبو أحد أعلى القمم في البلقاء

تُعتبر البلقاء بأكملها هضبة من الحجر الجيري،  بالمقارنة مع الهضبة المغطاة بالحصى والبازلت في الصحراء السورية والتي تشكل أكثر من 75٪ من مساحة أراضي الأردن.  تعتبر منطقة الجزء الغربي من البلقاء - الأقرب إلى نهر الأردن والبحر الميت - منطقة خصبة نسبياً وتتميز بأرضها المتكسرة ووديانها العميقة التي تشكلت بفعل التعرية الناجمة عن هطول الأمطار. أما الجزء الشرقي من البلقاء فيشهد هطول أمطار قليلة ويتميز بتناسقه الجدولي. وتُعتبر البلقاء قاحلة بشكل عام، على الرغم من كون السهول الغربية القريبة من وادي الأردن والمنخفضات مناطق زراعية. وهذا ما يفسر التقارير القديمة والوسطى عن خصوبة البلقاء. تتمتع البلقاء، وكما هو الحال في جبل عجلون والشراط، تتمتع البلقاء بمناخ جاف ومعتدل.
يبلغ متوسط ارتفاع البلقاء 700–800 متر (2,300–2,600 قدم) فوق مستوى سطح البحر. ومن بين أعلى القمم "تل النبي هوشع" 1,096 متر (3,596 قدم) في شمال البلقاء، وجبل نيبو 835 متر (2,740 قدم) في الجنوب.
| مدينة   | يناير | فبراير | مارس | أبريل | مايو  | يونيو | يوليو | أغسطس | سبتمبر | أكتوبر | نوفمبر | ديسمبر | سنوي  | مصدر      |
| ------- | ----- | ------ | ---- | ----- | ----- | ----- | ----- | ----- | ------ | ------ | ------ | ------ | ----- | --------- |
| عمان    | 12/3  | 13/4   | 16/6 | 22/9  | 27/13 | 30/15 | 31/17 | 32/18 | 30/16  | 27/13  | 20/9   | 14/5   | 23/11 | [ en 7 ]  |
| مادبا   | 12/3  | 14/4   | 17/6 | 22/9  | 27/12 | 29/15 | 30/16 | 30/17 | 29/15  | 27/13  | 20/9   | 14/5   | 23/10 | [ en 8 ]  |
| السلط   | 12/4  | 13/4   | 16/6 | 21/9  | 27/13 | 30/16 | 31/18 | 31/18 | 30/16  | 26/13  | 20/10  | 14/6   | 23/11 | [ en 9 ]  |
| الزرقاء | 13/2  | 15/4   | 19/6 | 24/10 | 30/13 | 32/16 | 33/18 | 33/17 | 32/16  | 28/13  | 21/8   | 15/4   | 25/11 | [ en 10 ] |

### الأنهار

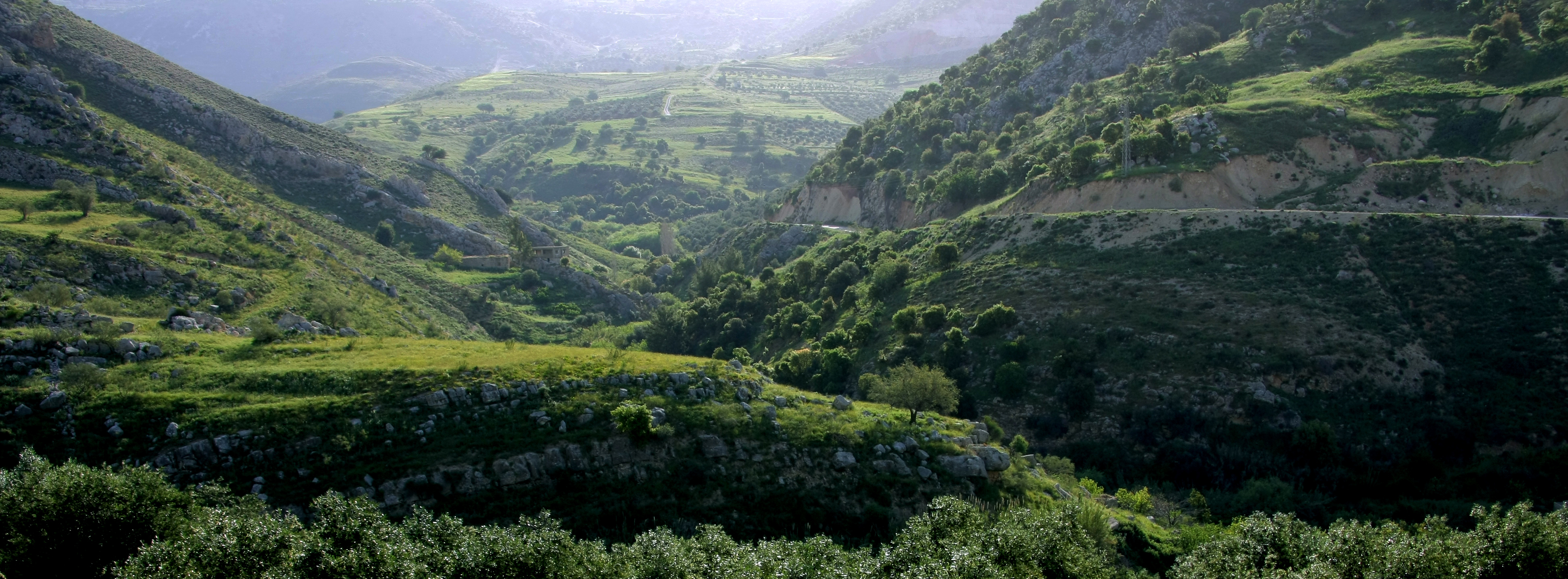
وادي شعيب في 2010

يُعتبر نهر وادي شعيب قلب البلقاء الغربية، ويخلق وادياً خصباً تقع فيه العديد من البلدات الغربية في المنطقة. يتدفق النهر إلى وادي الأردن. ويعتبر نهر الزرقاء أحد روافد نهر الأردن، بينما يصب نهر وادي الموجب في البحر الميت.

## التاريخ
كانت البلقاء جزءًا من مقاطعة العربية البتراء التابعة للإمبراطورية البيزنطية، وكانت موطنًا للقبائل العربية جذام ومناذرة وبلي. وبعد الفتح الإسلامي للشام، أصبحت جزءًا من جند دمشق (المنطقة العسكرية في دمشق). وقد حافظت الأسرة الأموية على مصالحها في المنطقة قبل تأسيس الخلافة الأموية (661–750)، وهي الفترة التي ازدهرت فيها البلقاء. ابتداءً من عهد الخليفة عبد الملك (685–705)، تم تعيين حاكمًا فرعيًا للبلقاء. عاش الخليفة يزيد الثاني وابنه الوليد الثاني في البلقاء كأمراء وخلفاء، وبنوا العديد من المساكن الفخمة. وفي القرن العاشر أصبحت البلقاء تابعة لجند فلسطين (المنطقة العسكرية في فلسطين). وفي عهد الأيوبيين (1170-1260) والمماليك (1260-1516)، واصلت البلقاء في العمل كمنطقة تابعة لدمشق، وتمتد أحيانًا على مرتفعات الشراة إلى الجنوب.
كانت عمان هي العاصمة التقليدية للبلقاء، لكن العاصمة انتقلت إلى حسبان في عهد المماليك. وكانت قبائل بنو صخر وبنو مهدي يسكنون هناك في ذلك الوقت. بحلول القرن السادس عشر، أثناء الحكم العثماني، تم تسجيل أربع قرى فقط في البلقاء، إلى جانب قبيلة الدعجة البدوية، التي لا تزال موجودة في المنطقة. في أواخر القرن الثامن عشر وأوائل القرن التاسع عشر، كانت المستوطنة الدائمة الوحيدة هي مدينة السلط المختلطة بين المسلمين والمسيحيين، وكانت القبائل البدوية تهيمن على بقية المنطقة، وكان أقواها قبيلة العدوان. كانت البلقاء خارج سيطرة الحكومة العثمانية حتى حملة محمد رشيد باشا في أواخر ستينيات القرن التاسع عشر، وبعد ذلك تم دمجها في سنجق نابلس. في السنوات التالية، تم إنشاء أو إعادة إنشاء العديد من المستوطنات، بما في ذلك عمان ومادبا، من قبل المسيحيين من السلط والكرك، واللاجئين الشركس والشيشان وزعماء البدو.
تأثرت ازدهار البلقاء المتزايد في الفترة العثمانية الأخيرة بسبب الاحتلال البريطاني للمنطقة في الحرب العالمية الأولى. تم تأكيد سيادة بني صخر على العدوان والقبائل المحلية الأخرى في الفترة اللاحقة، مما أدى إلى ثورة العدوان. وأصبحت عمّان عاصمة إمارة شرق الأردن في عام 1923، ولا تزال عاصمة للأردن، وتنقسم المنطقة حاليًا بين محافظات البلقاء (مركزها السلط) ومحافظة العاصمة، ومحافظة الزرقاء، ومحافظة مادبا. ويرجع ذلك أساسًا إلى تدفق اللاجئين الفلسطينيين من الحروب العربية الإسرائيلية عامي 1948 و1967، حيث شكل الفلسطينيون وأحفادهم نحو 70% من سكان عمان والزرقاء والبلقاء. يتألف معظم السكان الموجودين مسبقًا خلال نفس الفترة من أحفاد رجال القبائل العربية شبه الرحل سابقًا في البلقاء، والذين ما زالوا يُعرفون ثقافيًا كبدو.

### الفترة الهلنستية

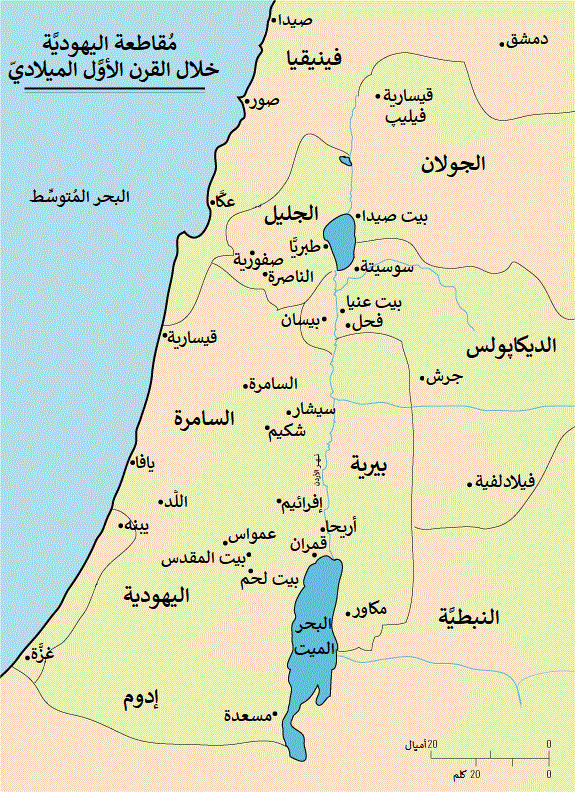
خريطة جنوب بلاد الشام تحت الحكم الروماني، في حوالي القرن الأول الميلادي. امتدت منطقة البلقاء على جزء من بيرية وحلف المدن العشرة والنبطية

كان الجزء الغربي من البلقاء خلال العصر الهلنستي ينتمي إلى منطقة بيرية والتي كان مركزها مدينة جدارا (بالقرب من السلط الحديثة)، في حين شكل جزء كبير من شمال شرق البلقاء حول عمان حاليًا جزءًا من ديكابوليس وأما الجزء الجنوبي الشرقي فكان تابعاً للنبطية.

### الفترات الرومانية والبيزنطية
في عام 106 م، في عهد الإمبراطور الروماني تراجان، أصبحت البلقاء بأكملها جزءًا من مقاطعة البتراء العربية. وظلت على هذا الحال خلال الفترة البيزنطية، وشكل وادي الموجب الحدود الجنوبية لها، حيث يفصلها عن منطقة فلسطين الثالثة الجديدة. كانت البلدات الرئيسية في البلقاء البيزنطية كانت فيلادلفيا (عمان حاليًا)، وإسبوس (حسبان الحديثة) ومادبا.

### الفترة الإسلامية المبكرة

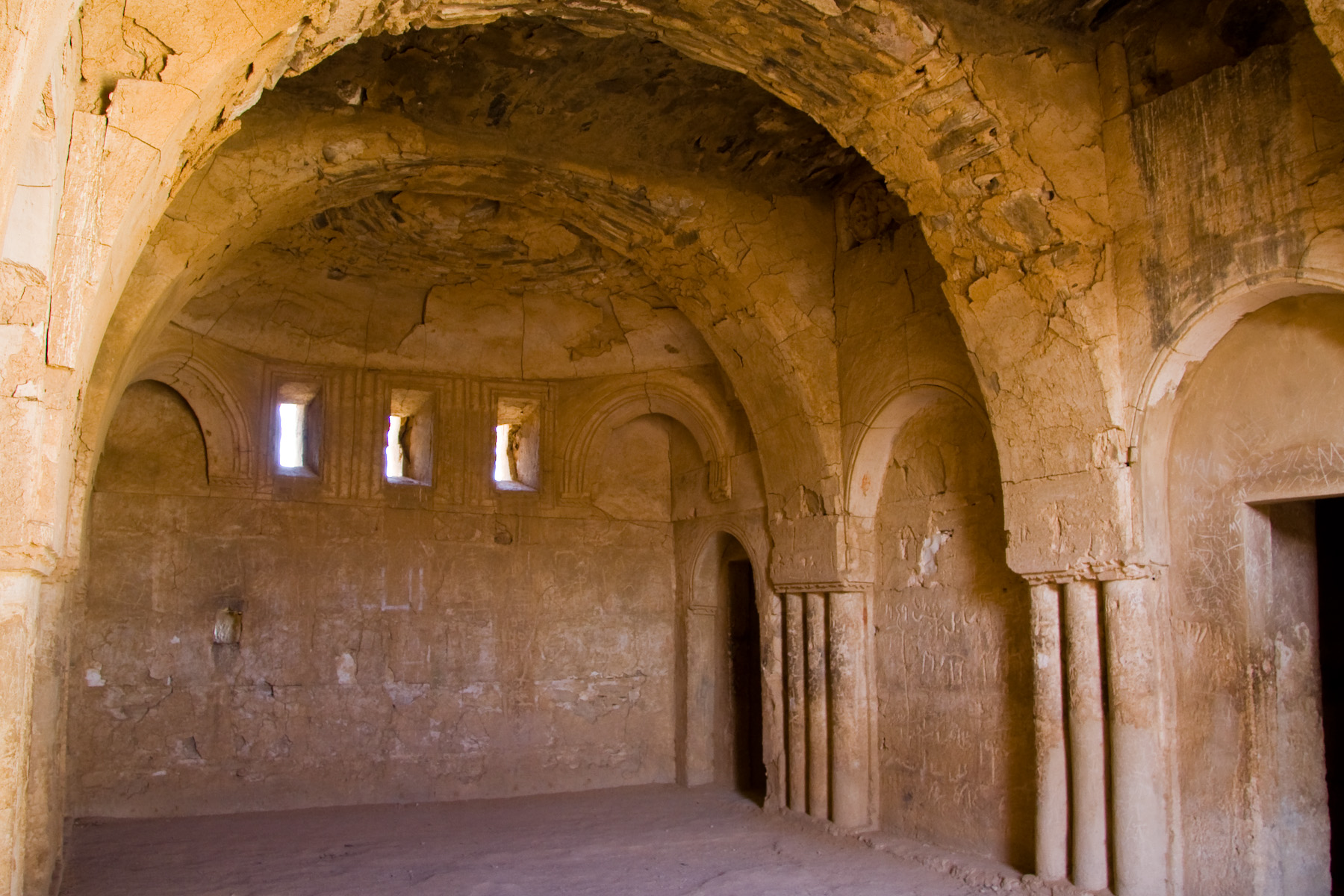
الجزء الداخلي من قصر الحرانة، أحد القصور الصحراوية العديدة التي بناها الأمويون في البلقاء

في وقت الفتوحات الإسلامية المبكرة في ثلاثينيات القرن السادس، كانت القبائل العربية الرئيسية في البلقاء هي بلي، وجذام، ولخم.  تم فتح البلقاء من قبل المسلمين بقيادة القائد يزيد بن أبي سفيان بعد وقت قصير من فتح دمشق في أواخر عام 634 وأوائل 635 واستسلام عمان السلمي. 
كان أبو سفيان بن حرب والد يزيد يمتلك قرية في البلقاء تسمى بيكينيس.  في عام 661 أسس معاوية شقيق يزيد الخلافة الأموية (661–750) التي تتخذ من بلاد الشام مقرًا لها، وفي ظلها استمرت البلقاء في ازدهارها. منح الخليفة مروان الأول (64 - 65 هـ) قبيلة السكون (فرع من قبيلة كندة) الحق في استيطان البلقاء مقابل دعمهم ضد القبائل المناهضة للأمويين في سوريا في معركة مرج راهط.  وشُيدت العديد من المساكن الفخمة للخلفاء والأمراء الأمويين في جميع أنحاء البلقاء، بما في ذلك قصر المشتى، والجيزة، وقصر القسطل وأم الوليد، بالإضافة إلى قصر عمرة، وقصرالحرانة، وقصر الحلابات، وقصر طوبة إلى الشرق على حافة الصحراء.
بينما كان يزيد الثاني لا يزال أميرًا، فقد بنى القسطل والموقر، وهو قصر آخر بالقرب من عمان، وربما كان مرتبطًا بأم الوليد؛  حكم يزيد الثاني كخليفة في الفترة 720-724 وتوفي في مدينة البلقاء في إربد.  أقام ابنه يزيد الثاني في ممتلكاته في البلقاء خلال جزء كولي العهد للخليفة هشام وبنى قصير عمرة.  كان والد زوجة الوليد الثاني، أحد أفراد الأسرة الأموية، حفيد الخليفة عثمان سعيد بن خالد بن عمرو بن عثمان، كان له ممتلكات تُسمى الفداين في البلقاء، وكان الوليد الثاني يزورها بانتظام.  وبعد أن أصبح يزيد الثاني خليفة في عام 743، استمر في الاقامة في البلقاء.  وسجن سليمان نجل هشام في عمان.  ومن المحتمل أن أحفاد الوليد الثاني استمروا في الإقامة في القسطل حتى وقت متأخر من العصر العباسي المبكر، كما يتضح من شواهد القبور في الموقع. 

خريطة سوريا الإسلامية ومناطقها تحت الخلافة العباسية في القرن التاسع. تظهر البلقاء كجزء من دمشق (دمشق)، وتقع شرق فلسطين (فلسطين).

تباين التعريف الإداري والجغرافي للبلقاء على مدار العصر الإسلامي المبكر. فخلال الفترة الممتدة من عهد الأمويين حتى أواخر القرن التاسع على الأقل، ضمت البلقاء الكثير من مناطق جبل عجلون وموآب وكانت منطقة فرعية تابعة لجند دمشق ولها "عامل" خاص بها. 
يرى المؤرخ اليعقوبي أن البلقاء كان مقسمة إلى منطقتين: الغور ومركزه أريحا (غرب نهر الأردن) والظاهر ومركزه عمان. تشير كتابات الجغرافي شمس الدين المقدسي في القرن العاشر إلى أن البلقاء تحولت إلى الاعتماد الإداري على جند فلسطين (منطقة عسكرية في فلسطين).

#### الولاة الأمويون والعباسيون
ظهر منصب نائب والي البلقاء لأول مرة في المصادر التراثية الإسلامية في عهد الخليفة عبد الملك بن مروان (685-705). 
- عبيد الله بن مروان، حكم لفترة غير محددة في عهد أخيه الخليفة عبد الملك. [en 24]
- محمد بن عمر الثقفي، حكم لفترة غير محددة في عهد الخليفة عبد الملك. وكان أخو يوسف بن عمر الثقفي من عشيرة الحجاج بن يوسف. [en 25] كان يوسف بن عمر والي الوليد الثاني في العراق وانتقل إلى ممتلكات عائلته الثقفية في البلقاء. [en 26]
- الوليد بن قعقاع العبسي، حكم لفترة غير محددة في عهد الخليفة الوليد الأول (705-715). [en 27]
- الحارث بن عمرو الطائي، حكم لفترة غير محددة في عهد الخليفة عمر الثاني (717-720). [en 28]
- حاكم لم يذكر اسمه في عهد مروان الثاني (744–750) [9]
- صالح بن علي العباسي، والي عام 750 في عهد ابن أخيه الخليفة العباسي أبو العباس السفاح. [10]
- عبد الله بن سليمان بن محمد بن عبد المطلب، حكم لفترة غير محددة في عهد قريبه البعيد الخليفة أبو جعفر المنصور (754-775). [11]
- صالح بن سليمان بن عبد الله بن عباس، حكم من 796 تحت حكم جعفر بن يحيى البرمكي، وزير الخليفة. [12]

### العصر الأيوبي والمملوكي
في عهد الأيوبيين (1180-1250)، كانت البلقاء تضم الشراة إداريًا، بينما كانت البلقاء في عهد المماليك منطقة تابعة للمسيرة الجنوبية لمملكة دمشق ومركزها في حسبان. وفي بعض الأحيان شكلت مدينة السلط ولاية خاصة بها. وعملياً كانت تعتمد على نيابة الكرك جنوباً في بعض الأوقات. وكانت القبائل الرئيسية في البلقاء خلال الحكم المملوكي هي بنو صخر وبنو مهدي، وكلاهما من نسل جذم، الذي يعود وجودهم في جنوب بلاد الشام إلى أواخر العصر البيزنطي والعصر الإسلامي المبكر. 

### العصر العثماني

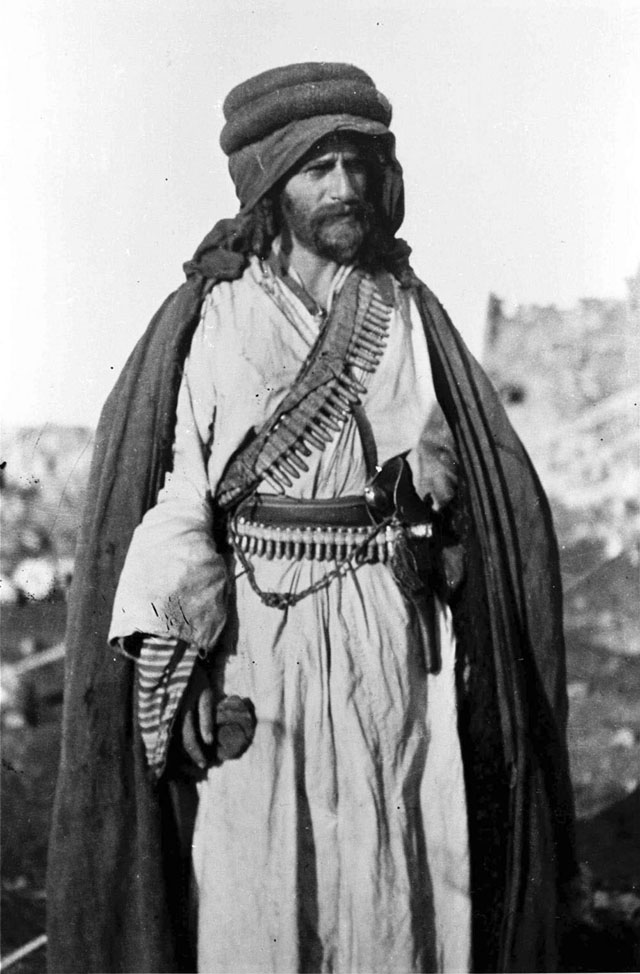
شيخ قبيلة الدعجة في الموقر في البلقاء ق. 1900. كانت الدعجة واحدة من قبيلتين في سجلات الضرائب العثمانية على أنهما تعيشان في البلقاء في القرن السادس عشر.

على الرغم من أن سجلات الضرائب العثمانية من القرن السادس عشر لم تحدد القبائل البدوية المقيمة في البلقاء، فإن المؤرخ العثماني الخالدي الصفدي (توفي في 1628) أشار إلى أن قبيلتي الدعجة والجحاويشة سكنتا هناك.  وقد سُجلت أربع قرى فقط في البلقاء بشكل رسمي خلال القرن السادس عشر. وبحلول نهاية القرن الثامن عشر كانت المستوطنة الدائمة الوحيدة في المنطقة هي السلط المختلطة بين المسلمين والمسيحيين، وهو الوضع الذي استمر حتى أواخر القرن التاسع عشر.  فيما سيطرت القبائل البدوية المحلية على بقية البلقاء.
كانت السلط البلدة الأكثر تطوراً والمركز التجاري لشرق الأردن منذ القرن الثامن عشر وحتى السنوات الأولى لإمارة شرق الأردن. حمت التلال العالية والأودية العميقة التي بنيت عليها البلدة السلط من غارات القبائل البدوية، التي عقد معها سكان البلدة اتفاقيات تجارية ضمنت القبائل لأهل البلدة الوصول إلى حقول القمح في سهول البلقاء الشرقية، وتمكنت القبائل من بيع وشراء البضائع في أسواق البلدة الواسعة. خيم سكان بلدة السلط في عمان ووادي واله في الربيع حتى موسم الحصاد وكانوا يدفعون الجزية السنوية للقبيلة السائدة في البلقاء، والتي كانت حتى عقد 1810 هي العدوان، المعروفة باسم "أسياد البلقاء". بعد ذلك تغلب بنو صخر على العدوان وجمعوا الجزية من السلط. كما أن دفاعات المدينة وعزلتها في أرض تسيطر عليها القبائل البدوية مكّنت سكانها أيضًا من تجاهل فرض السلطات العثمانية دون عواقب.
في عامي 1866-1867، قام والي ولاية سوريا (التي تعتبر البلقاء جزءًا منها بشكل رمزي)، محمد رشيد باشا، بتوسيع إصلاحات التنظيمات العثمانية إلى البلقاء.  وقاد حملة عسكرية ضد قبائل البلقاء بقيادة جيش كبير. وتوصل أهل مدينة السلط إلى اتفاق مع رشيد باشا، الذي أصلح حصن المدينة ونشر فيه 400 جندي وصادر على كميات كبيرة من الحبوب والماشية كضرائب متأخرة. أسس البلدة كمركز لمنطقة تشمل البلقاء، وعين الكردي الدمشقي فارس آغا كدرو محافظاً لها، وأنشأ مجلساً إدارياً منتخباً مكوناً من نخبة البلدة. ثم تقدم نحو حسبان لمواجهة قبيلة العدوان المتحالفة مع خصومهم التقليديين بني صخر بقيادة ذياب الحمود. هزم العثمانيون العدوان وقتلوا وجرحوا نحو خمسون من رجال القبائل، وأسروا ابن ذياب وأجبروا القبيلة على التراجع نحو الكرك. وبحلول أكتوبر سلم ذياب نفسه وسُجن في نابلس. في العام التالي، تم إلحاق البلقاء بسنجق نابلس الذي أصبح منطقة جديدة تمتد على جانبي نهر الأردن وتسمى متصرفية البلقاء؛ وكان أول محافظ لها هو محمد سعيد باشا، المحافظ السابق لمنطقة عجلون الجديدة. بعد ذلك بعامين حاولت العدوان وبنو صخر إعادة تأكيد هيمنتهم على شرق الأردن وهاجموا قرية الرمثا، مما دفع رشيد باشا لشن حملة ثانية أكبر إلى البلقاء. حُوصر بنو صخر وبنو حميدة في الوديان العميقة لوادي ولاه، واستسلموا للسلطات العثمانية ودفعوا غرامة كبيرة. وبحسب المؤرخ يوجين روغان : "إذا كانت حملة البلقاء الأولى أدخلت الحكم العثماني المباشر إلى المنطقة، فإن الحملة الثانية أكدت أن العثمانيين كانوا في الأردن ليبقوا". 

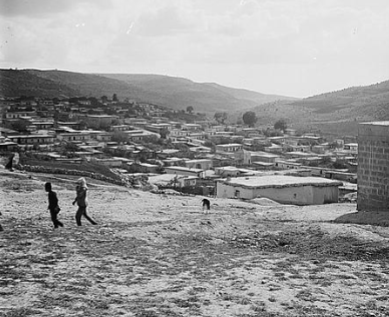
مستوطنة وادي سير الشركسية، 1900، إحدى القرى العديدة التي تأسست في البلقاء خلال الحملة التي رعاها العثمانيون لاستيطان المنطقة في أواخر القرن التاسع عشر

بين عامي 1878 و1884، أطلقت السلطات العثمانية في دمشق محاولتها الأولى لإنشاء مستوطنات دائمة في مناطق زراعة الحبوب في شرق البلقاء مع الوصول إلى مصادر منتظمة للمياه. كان المستوطنون الأوائل من الشركس الذين نُقلوا إلى المنطقة من أماكن أخرى، وكانت القرى الشركسية الأولى في البلقاء هما عمان ووادي السير. وأُنشئت قرية ثالثة في الرمان عام 1884 على يد التركمان.  وقد كان معروفًا أن التركمان والشركس كانوا موالون للعثمانيين للغاية، وماهرين في الزراعة ومستعدون لمحاربة الغزاة البدو.  خلال الفترة نفسها تقريبًا، أنشأ سكان البلدات المسيحية مستوطنات في البلقاء بعد مغادرة المدن القائمة في شرق الأردن. وبين عامي 1869 و1875 قام مسيحيو السلط بتحويل مخيم الفحيص المجاور من ستة عشر خيمة إلى خمسة وعشرين إلى ثلاثين منزلاً. وبين عامي 1870 و1879 أنشأ أفراد عائلة سياغ المسيحية قرية الرميمين في محيط السلط، وفي عام 1881 أنشأ مسيحيو الكرك مستوطنة دائمة في مدابا بدعم من بطريركية القدس للاتين ووالي دمشق مدحت باشا، والتي أصبحت التوطين الأقصى الجنوبي للبلقاء. 
أدى تأسيس القرى الزراعية إلى تحفيز تطوير قرى الزراعة البدوية، والتي كانت عبارة عن قرى صغيرة مسجلة باسم رجال القبائل البدو ويزرعها إلى حد كبير الفلاحين الفلسطينيين والمصريين. وبحلول عام 1883 تم إنشاء تسع قرى زراعية مدفوعة الضرائب في البلقاء وهي جلول، وسحاب، وصلبود، والرقيب، والجويدة، وذيبان، ومنجا، وأم العمد، والغابة، والبرازين.  ظلت البلقاء قضاء (يُسمى على اسم السلط) ملحقة بسنجق نابلس، حتى بعد دمج السنجق في ولاية بيروت عام 1888، عندما كان خليل بك الأسعد في منصبه، وظلت البلقاء تحت سيطرة عشيرته حتى تم نقل قضاء السلط.
بين عامي 1901 و1906، تم تأسيس خمس مستوطنات شركسية وشيشانية جديدة في الزرقاء والرصيفة وناعور وصويلح والسخنة، وجميعها شرق عمان. وفي عام 1905 نُقل قضاء السلط إلى سنجق الكرك التابع لولاية دمشق. بحلول عام 1908 كان هناك ما لا يقل عن تسعة عشر قرية زراعية بدوية حول مادبا. وخلال نفس الفترة تقريبًا بدأت عشيرة أبو جابر من السلط بزراعة مزارعها التي تبلغ مساحتها ستين فدانًا على بُعد 3 كيلومتر (1.9 ميل) جنوب عمان.
أدخل الشركس شبكة من الطرق الترابية في جميع أنحاء البلقاء، لاستيعاب عرباتهم ذات العجلات الكبيرة. زاد الترابط مع بقية الإمبراطورية والمركزية مع بناء خط سكة حديد الحجاز، الذي ربط عمان بدمشق عند افتتاحه في عام 1903. وفي العام التالي تم تمديد الخط من عمان جنوبًا إلى معان وبحلول عام 1908 إلى المدينة المنورة. وكان الشركس في البلقاء يعملون في بناء وصيانة وإدارة السكة الحديدية، وكانت العربات الشركسية التي تجرها الثيران تنقل البضائع من دمشق إلى أسواق البلقاء بعد وصول البضائع إلى عمان بالقطار.

### الفترة البريطانية

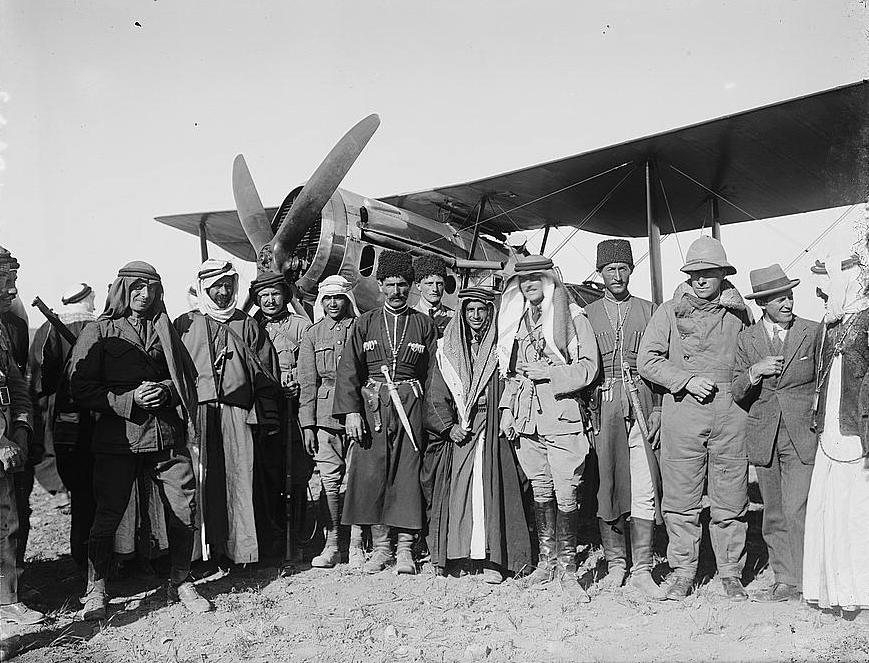
زعماء البدو والشركس مع ضباط بريطانيين في مطار عمان، 1921

كان احتلال شرق الأردن وبلاد الشام من قبل قوات الحلفاء بقيادة بريطانيا خلال الحرب العالمية الأولى بمثابة نهاية الفترة العثمانية المتأخرة التي شهدت نمو التجارة والتسويق والزراعة في البلقاء. وبسبب الحرب التي أثرت في السكك الحديدية، ضعفت التجارة والأمن وارتدّت القبائل البدوية من الزراعة إلى البداوة. كما تضاءلت أهمية المنطقة أيضًا في ظل سلطات الانتداب البريطانية والفرنسية التي تركزت على فلسطين والنصف الشمالي من بلاد الشام وبلاد ما بين النهرين. عادت التجارة في النهاية إلى البلقاء لكنها شهدت تغيرًا كبيرًا نتيجة للحدود الجديدة التي تفصلها عن دمشق والمدينة المنورة والمصالح الأجنبية الجديدة. في مسح سكاني أجري عام 1922، بلغ عدد سكان منطقة البلقاء 39,600 نسمة يعيشون في خمسة عشر مستوطنة، أكبرها السلط (20,000 نسمة)، تليها وادي سير وعمان ومدبا التي تراوح عدد سكانها بين 2400 و3200 نسمة. وكان هناك 59,500 نسمة من أبناء قبيلة العدوان والبلقاوية وبنو حميدة والسلط يعيشون في نحو 12 ألف خيمة، قي حين أن بنو صخر لم تقتصر مخيماتهم على البلقاء، فكانوا يملكون نحو 5.500 خيمة ويبلغ عددهم 27.500 نسمة. باستثناء أقلية مسيحية معظمها من الروم الأرثوذكس واليونان الكاثوليك في السلط، والقرى الأصغر التابعة لها مثل الفحيص والرميمين، ومادبا، فقد كان السكان من المسلمين السنة. بخلاف الشركس والشيشان الذين يمثلون نحو 5% من سكان شرق الأردن، فقد كان سكان البلقاء وشرق الأردن بشكل عام من عرب، وكان التقسيم الاجتماعي الرئيسي بين الرعاة والفلاحين. وكانت المحاصيل الرئيسية في البلقاء هي الذرة والقمح والشعير بالإضافة إلى عنب السلط المعروف. 
كانت العلاقات بين السكان المستقرين والبدو والشركس والعرب والمسلمين والمسيحيين ودية بشكل عام في ذلك الوقت. وتركزت معظم الصراعات عند حدوثها على التنافس على الأراضي بين البدو والمستوطنين. فقدت قبيلة العدوان شبه الرحل هيمنتها في البلقاء أمام البدو الرحل إلى حد كبير بنو صخر خلال القرن التاسع عشر وظلت القبيلة الأخيرة مهيمنة في البلقاء تحت الحكم البريطاني غير المباشر. كانت العدوان وبنو حسن الذين يسكنون شمال عمان على ضفاف نهر الزرقاء متحالفين ضد بنو صخر، واستمر التنافس القبلي في السنوات الأولى من الحكم البريطاني. وقد اعترف البريطانيون بالأمير الهاشمي عبد الله أميرًا على إمارة شرق الأردن، وفصلوا حكم هذه المنطقة عن الإدارة البريطانية المباشرة في فلسطين المجاورة. ومنح الأمير عبد الله قبيلة بني صخر الأقوى امتيازًا كبيرًا لضمان ولائهم من التأثير المتنامي لحركة ابن سعود الوهابية، فمنح الأمير القبيلة أراضٍ كبيرة وخفف عنهم الضرائب. بحلول أغسطس 1923 زاد التفاوت الضريبي والصراعات القبلية، وفي الشهر التالي رافق ماجد العدوان على رأس رجال قبيلته العدوان نحو مقر إقامة عبد الله في عمان فيما أصبح يعرف باسم تمرد عدوان. وأوقفتهم وحدات الجيش العربي بقيادة بريطانية بعد وقت قصير من مغادرتهم صويلح. وفي الصراعات التي تلت ذلك، قُتل أو جُرح نحو 86 من رجال قبيلة العدوان، بينهم 13 امرأة وفر زعيم القبيلة إلى جبل الدروز في سوريا الانتدابية الفرنسية. 

## الديموغرافيا
يعيش أكثر من نصف سكان الأردن في البلقاء،  وذك بعد تدفق اللاجئين الفلسطينيين إلى الأردن نتيجة للحروب العربية الإسرائيلية في عامي 1948 و1967، شكل السكان الذين ترجع أصولهم إلى فلسطين التاريخية نحو 70% من سكان محافظات عمان والبلقاء والزرقاء في التسعينيات. وخلال الفترة ذاتها بلغ عدد سكان المنطقة الموجودين مسبقًا، والذين ينتمون إلى حد كبير إلى اتحادات قبائل عربية غير مرتبطة في الغالب نحو 350,000 نسمة بشكل تقريبي كون التعداد الأردني لا يوفر معلومات محددة عن قبائل البلقاء.
حتى الستينيات والسبعينيات تقريبًا كان معظم رجال القبائل العربية في البلقاء من الرعاة والمزارعين شبه الرحل الذين يهاجرون بين مواقع تخييمهم الشتوية في وادي الأردن ومواقع تخييمهم في مرتفعات البلقاء خلال فصلي الربيع والصيف. بعد ذلك تحول أفراد القبائل بشكل متزايد إلى عمال بأجر أو مزراعين دائمين، وانتقلت مواقع المخيمات الموسمية إلى مستوطنات دائمة. بحلول التسعينيات كان معظمهم يعيشون في الضواحي في المناطق الحضرية في مادبا وعمان والسلط والزرقاء. القبائل العربية الرئيسية في البلقاء هي بني عباد، والعدوان، والحديد، والعجارمة، والبلقاوية، وبني حسن، وبني حميدة، والدعجة، والغنيمات، والسلطية. وكانت قبيلة بني عباد هي أكبر قبيلة ممتلكة للأراضي، وهي اتحاد عشائر لا علاقة لها بالأنساب، ويبلغ عدد أفرادها حوالي 100 ألف نسمة يعيشون في المنطقة الواقعة بين وادي الشتا في الجنوب ونهر الزرقاء، وشرقًا إلى عمان. من منتصف القرن الثامن عشر إلى منتصف القرن العشرين، كانت أقوى قبيلة في البلقاء هي قبيلة العدوان، وهي قبيلة متوسطة الحجم وصلت إلى المنطقة في القرن الثامن عشر تقريبًا.
منذ تأسيس إمارة شرق الأردن في عام 1921، لم يُعتبر بدو البلقاء "بدوًا" بشكل رسمي، والذي كان الاسم القانوني للقبائل البدوية المتنقلة التي ترعى الإبل في صحراء شرق وجنوب الأردن حتى إلغاء التسمية في عام 1976. ومع ذلك لا يزال أحفاد قبائل البلقاء يعتبرون أنفسهم بدوًا قاموا بزراعة الأرض تاريخيًا، لكنهم يختلفون عن الفلاحين الذين عاشوا شمال نهر الزرقاء.

## فهرس
- Anderson، Patricia (26 يوليو 2018). Slaves on Horses: The Evolution of the Islamic Polity. Cambridge: Cambridge University Press. ISBN:0-521-52940-9. مؤرشف من الأصل في 02 سبتمبر 2023. اطلع عليه بتاريخ 01 سبتمبر 2023. {{استشهاد بكتاب}}: تحقق من التاريخ في: |سنة= لا يطابق |تاريخ= (مساعدة)
- Anderson، Moshe (26 يوليو 2018). A History of Palestine, 634–1099. ترجمة: Ethel Broido. Cambridge: Cambridge University Press. ISBN:0-521-59984-9. مؤرشف من الأصل في 2023-09-02. اطلع عليه بتاريخ 2023-09-01.
- Shryock، Andrew (1997). Nationalism and the Genealogical Imagination: Oral History and Textual Authority in Tribal Jordan. Berkely and Los Angeles: University of California Press. ISBN:0-520-20100-0. مؤرشف من الأصل في 2023-04-28. اطلع عليه بتاريخ 2023-09-01.
- Ṭabarī، Muḥammad Ibn-Ǧarīr aṭ-؛ Clifford Edmund (15 نوفمبر 2013). Bosworth، C. E. (المحرر). The History of al-Ṭabarī, Volume XXX: The ʿAbbāsid Caliphate in Equilibrium: The Caliphates of Mūsā al-Hādī and Hārūn al-Rashīd, A.D. 785–809/A.H. 169–192. SUNY Series in Near Eastern Studies. Albany, New York: State University of New York Press. ISBN:978-0-88706-564-4. {{استشهاد بكتاب}}: تحقق من التاريخ في: |سنة= لا يطابق |تاريخ= (مساعدة)
- Ṭabarī، Muḥammad Ibn-Ǧarīr aṭ- (1985). Williams، John Alden (المحرر). The History of al-Ṭabarī, Volume XXVII: The ʿAbbāsid Revolution, A.D. 743–750/A.H. 126–132. SUNY Series in Near Eastern Studies. Albany, New York: State University of New York Press. ISBN:978-0-87395-884-4.
- Ṭabarī، Muḥammad Ibn-Ǧarīr aṭ- (1990). Kennedy، Hugh (المحرر). The History of al-Ṭabarī, Volume XXIX: Al-Mansūr and al-Mahdī, A.D. 763–786/A.H. 146–169. SUNY Series in Near Eastern Studies. Albany, New York: State University of New York Press. اطلع عليه بتاريخ 2023-09-03.